# Michel Bizot (Métro Paris)

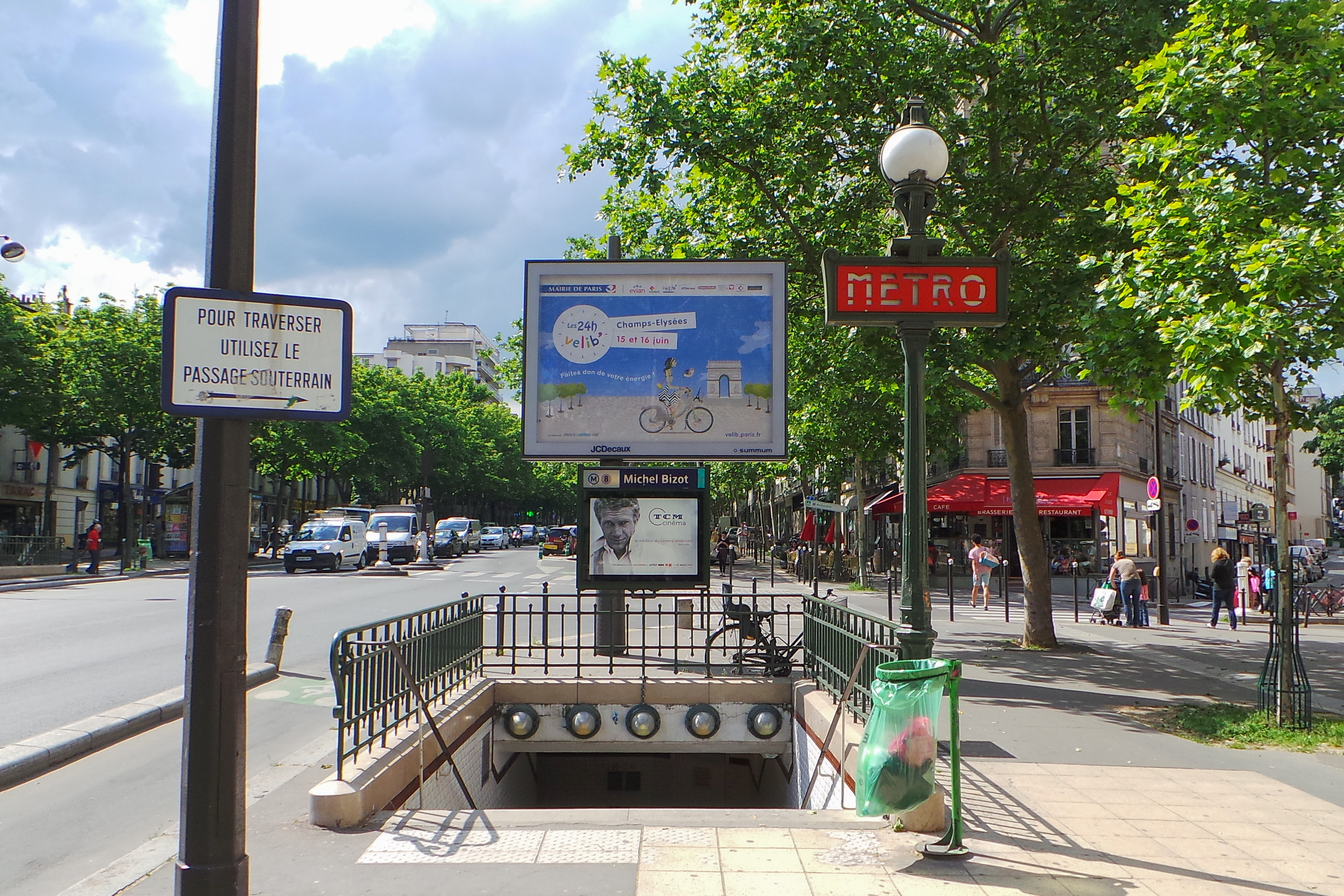
Zugang mit Art-déco-Kandelaber

Der U-Bahnhof Michel Bizot ist eine unterirdische Station der Linie 8 der Pariser Métro.

## Lage
Die Station befindet sich an der Grenze des Quartier du Bel-Air zum Quartier de Picpus im 12. Arrondissement von Paris. Sie liegt längs unter der Avenue Daumesnil westlich deren Kreuzung mit der Avenue du Géneral Michel Bizot.

## Name
Den Namen gibt die Avenue du Géneral Michel Bizot. Michel Bizot (1795–1855) war ein französischer General, der im Krimkrieg zu den Organisatoren der Belagerung von Sewastopol gehörte, während der er ums Leben kam.

## Geschichte und Beschreibung
Die Station wurde am 5. Mai 1931 in Betrieb genommen, als zu Beginn der Kolonialausstellung im Bois de Vincennes der Abschnitt von Richelieu – Drouot bis Porte de Charenton der Linie 8 eröffnet wurde. Sie weist unter einem elliptischen, weiß gefliesten Deckengewölbe Seitenbahnsteige an zwei parallelen Streckengleisen auf und wurde mit einer Länge von 105 m errichtet, um Sieben-Wagen-Züge aufnehmen zu können.
Die drei Zugänge liegen im Bereich der Kreuzung der Avenue Daumesnil mit der Rue de Picpus. Darunter ist einer durch einen von Adolphe Dervaux im Stil des Art déco entworfenen Kandelaber, der den Schriftzug METRO trägt, markiert.

## Fahrzeuge

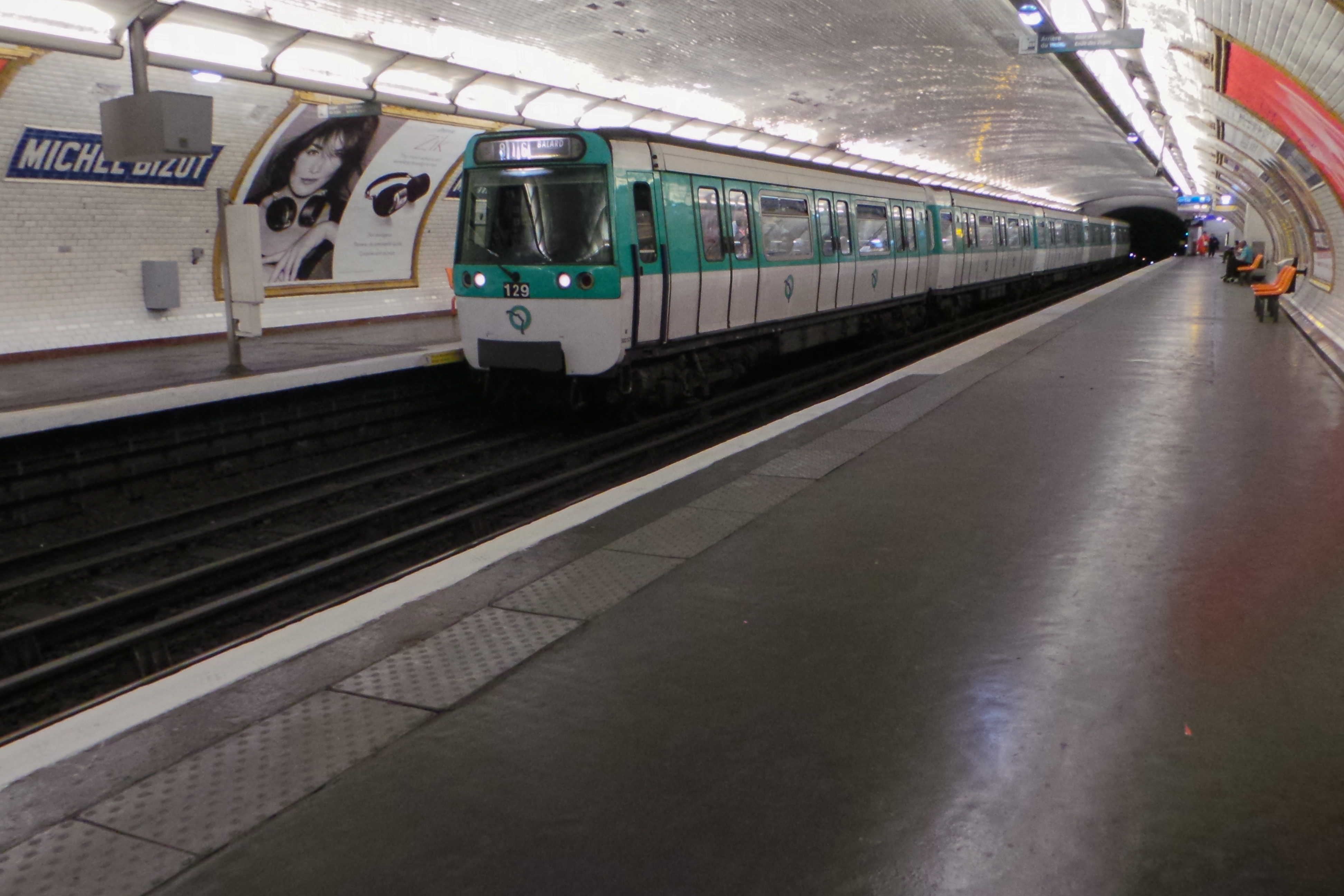
Zug der Baureihe MF 77 am Bahnsteig in Richtung Balard

Während der Kolonialausstellung im Jahr 1931 verkehrten an der Station Sieben-Wagen-Züge der Bauart Sprague-Thomson, später wurden die Zuglängen auf fünf Wagen verkürzt. Von 1975 an kamen MF-67-Züge auf die Linie 8, die ab 1980 durch die Baureihe MF 77 ersetzt wurden.